# 액정

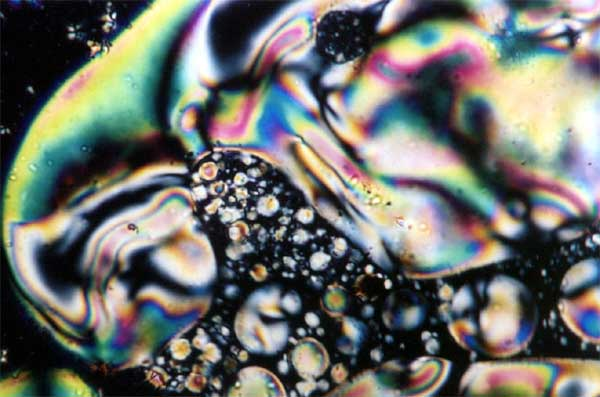

액정(液晶, liquid crystal, LCs)은 전통적인 액체와 고체 결정 사이의 특성을 지니는 물질의 상태이다. 고체와 액체의 중간 상태를 띠는 물질이다.

## 역사
1888년, 오스트리아의 식물생리학자 프리드리히 라이니처는 프라하 카렐 대학교에서 일하다가 오늘날 콜레스테릭 액정 물질에 속하는 다양한 콜레스테롤 파생물의 생리화학적 특성을 검사하였다. 이전에 다른 연구인들이 콜레스테롤 파생물들을 어는점 위까지 냉각시키면서 구별되는 색 효과를 관찰했지만 새로운 현상으로 관련을 짓지는 않았다. 라이니처는 파생되는 콜레스테릴 벤조에이트의 색 변화가 가장 특이한 특징은 아닌 것으로 판단했다.

## 개요
결정과 액체의 중간 상태(mesophase)로는 액정 이외에 유연성 결정(플라스틱 크리스털)이란 물질이 있다. 결정상태에서는 입자의 위치와 방향에 대한 장거리 질서가 있다. 하지만 액체에서는 입자의 위치, 방향 모두 장거리 질서가 없다.
액정은 엄밀하게 결정과 액체의 중간 상태에서 입자가 방향성을 유지하고 있지만, 3차원적인 위치에서는 방향성을 잃은 상태이다. 즉, 액정은 크게 나누어서 이방성을 가지는 액체, 1차원적 중심성을 가지고 있는 2차원적 액체, 2차원적 중심성을 가지고 있는 1차원적 액체로 총 3가지 종류가 있다. 다만, 역사적으로 3차원적인 방향성을 가지는 중간층의 내부를 액정으로 간주하기도 했으며, 정의는 엄밀하게 지켜지지 않았다. 한방향 유연성 결정은 3차원적인 위치성을 유지하고 있지만, 입자의 방향성은 상실한 상태이다.
액정이라고 하는 명칭은 액체(Liquid)의 유동성과 결정(Crystal)의 이방성의 특징에서 유래되었다. 액정이라는 용어가 정착되지 않았던 1960년대에는 액체 수정이라는 명칭이 사용된 적도 있다.
현재 액정을 응용한 기기로는 액정 디스플레이가 넓게 사용되고 있어서 액정이라는 단어가 액정 디스플레이를 가리켜서 사용되는 것도 많아지고 있다.

## 액정의 분류
액정은 크게 열방성액정(Thermotropic Liquid Crystal)과 유방성액정(Lyotropic Liquid Crystal)으로 분류된다. 열방성액정은 열에 의해서만 분자구조가 변하는 타입이지만 유방성액정은 열 이외 다른 영향에 의해서도 바뀌는 성질을 가지고 있다. 열방성액정은 온도전이형, 유방성액정은 농도전이형이라 부른다.
| 액정의 분류 | 액정의 분류 |
| ----------- | ----------- |
| 네마틱 액정 | 스멕틱 액정 |
| 네마틱 액정 | 스멕틱 액정 |

네마틱 액정은 위로 펴진 이방적 액체에 대응하는 액정이다. 위치성이 없기 때문에 액체와 같은 동일한 특성을 가지고 있다. 시중의 액정 표시장치나 액정 온도계에 이용되고 있는 것이 이 구조의 액정이다. 스멕틱 액정은 적어도 1차원적인 중심성 구조이며 다른 말로 층상 구조를 가지는 액정이라고 한다. 상기의 그림에서 층 구조에서 분자가 기울어져 있지만, 층 구조에서 분자가 수직으로 되어 있는 그림이 일반적이다.

## 장성(掌性, Chirality)의 효과
액정을 구성하는 분자는 비대칭 탄소를 가지고 있어서 라세미는 아니고 카이럴리티를 가지는 경우에는 액정의 분자축의 배양성이 공간에서 연속적으로 변화해서, 결과적으로 거시적인 나선 구조가 출현된다. 나선의 주기는 분자 종류에 따라 다르지만 주기에 의한 빛의 반사 성질이 있으므로 나선 주기가 가시광선의 파장에 도달하면 빛깔을 가지게 된다. 액정에 따라서 온도에 의한 나선 주기가 변화한다. 이것을 이용한 것이 액정 온도계이다. 나선 구조를 가지는 네마틱 액정을 콜레스테릭 액정이라 부른다. 이런 종류의 액정은 콜레스테롤 유도체로 최초에 발견되었기 때문에 만들어진 명칭이다. 콜레스테릭 액정은 열역학적으로 네마틱 액정과 동일하기 때문에 네마틱 액정의 일종으로 카이럴 네마틱 액정(Chiral Nematic Liquid Crystal)이라고 부른다.
카이럴 액정의 비대칭 명칭의 기원은 대부분 분자 내부에 포함되는 비대칭 탄소 때문이다. 최근 비대칭 탄소를 포함하지 않는 벤드코어 분자로 구성된 액정에서도 거시적인 카이럴리티가 발견되기도 하지만, 거시적인 카이럴리티의 발현 기구는 절대적으로 명확하지 않다.

## 강유전성 액정
장성한 스멕틱 액정구조(분자가 기울어진 층상 구조를 가지는 액정구조)에서 분자간에 전기 쌍극자의 정렬이 일어나면 거시적인 자발분극이 생겨서 강유전성이 발생되는 경우가 있다. 강유전성 액정의 특징은 고속 전기장 응답속도(일반적으로 1 ms 이내)나 메모리 효과(전기장이 없어도 분자 배향이 유지됨)가 있다. 이 고속 응답속도를 이용한 강유전성 액정 디스플레이(FLCD : Ferroelectric Liquid Crystal Display)를 일시적으로 캐논에서 판매하였다. (1995년 ~ 1999년)

## 액정의 응용

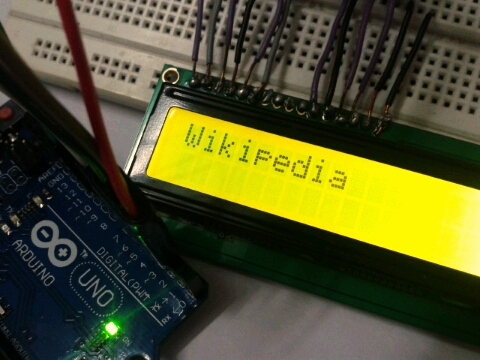
LCD에 표시된 위키백과(Wikipedia) 글자.

액정은 액정 디스플레이에 널리 사용되며, 자기장이 있을 때와 없을 때 특정 액정 물질의 광학적 특성에 의존한다.

## 같이 보기
액정 응용기술은 다음과 같은 기술이 있다.
- 액정 디스플레이
- 액정 셔터
- 액정 렌즈

## 참고 문헌
액정의 전문서적은 다음과 같은 서적이 있다.
- P. G. de Gennes and J. Prost; The Physics of Liquid Crystal; Oxford University Press; ISBN 0-19-851785-8 (제2판, 1995년).[쪽 번호 필요]
- 찬드라세카르(Chandrasekhar); 액정의 물리학; 요시오카 서점; ISBN 4-8427-0255-9 (원서 제2판, 1995년).[쪽 번호 필요]
- 타케덴 히데오(일본어: 竹添秀男);와타나베순서 액정(일본어: 渡辺順次 液晶), 고분자 입문(일본어: 高分子入門); 쇼카보 출판사; ISBN 4-7853-2912-2 (2004년).[쪽 번호 필요]